# Hot Stuff (Donna Summer-sang)
 For alternative betydninger, se Hot Stuff. (Se også artikler, som begynder med Hot Stuff)
"Hot Stuff" er en sang skrevet af Pete Bellotte, Harold Faltermeyer og Keith Forsey og udgivet i 1979 som den første single fra den amerikanske sangerinde Donna Summers syvende studiealbum Bad Girls, produceret af den engelske producer Pete Bellotte og den italienske producer Giorgio Moroder og udgivet på Casablanca Records. Indtil da havde Summer hovedsageligt været forbundet med disco-sange, men "Hot Stuff" var væsentlig mere rockende, herunder med en guitarsolo af Jeff Baxter (ex- Doobie Brothers og Steely Dan). Den var den anden af fire sange fra Donna Summer, der nåede nummer et på Billboard Hot 100.
Sangen blev udgivet i 2018 i et remix af Ralphi Rosario og Erick Ibiza med titlen "Hot Stuff 2018" og nåede nummer et på US Dance Club Songs-hitlisten. I 2020 udgav den norske DJ Kygo en remixet version af sangen, der atter nåede hitlisterne.

## Priser og salg
Donna Summer modtog for "Hot Stuff" en Grammy for bedste kvindelige rockvokalpræstation i det første år, hvor prisen blev uddelt.
Sangen blev i 2010 optaget som nr. 104 på Rolling Stone Magazines liste over "The 500 Greatest Songs of All Time".
"Hot Stuff" blev certificeret som platin af RIAA og lå nr. 1 på Billboard Hot 100-listen i tre ikke-på hinanden følgende uger. Den lå i 1979 i top 10 i 14 uger, mere end nogen anden sang det år. "Hot Stuff" nåede også nr. 1 på US Dance Club Songs-hitlisten med Summers opfølger " Bad Girls" som dobbelt A-side. "Hot Stuff" var den syvende bedste sælgende sang i 1979 i USA. Sangen blev også udgivet på en 12"-single med den fulde 6:47-udgave af sangen, der derefter går over i "Bad Girls" 4:55-versionen.
| Hitliste (1979-1980)                             | Bedste placering |
| ------------------------------------------------ | ---------------- |
| Australia (Kent Music Report)                    | 1                |
| Østrig (Ö3 Austria Top 40)                       | 3                |
| Belgien (Ultratop 50 Flanderen)                  | 8                |
| Canada Adult Contemporary (RPM)                  | 1                |
| Canada Dance/Urban (RPM)                         | 1                |
| Canada Top Singles (RPM)                         | 1                |
| Finland (Suomen virallinen lista)                | 7                |
| France (IFOP)                                    | 10               |
| Irland (IRMA)                                    | 14               |
| Italy (Musica e dischi)                          | 2                |
| Japan (Oricon International Chart)               | 1                |
| Japan (Oricon Singles Chart)                     | 17               |
| Holland (Dutch Top 40)                           | 14               |
| Holland (Single Top 100)                         | 21               |
| New Zealand (RIANZ)                              | 7                |
| Norge (VG-lista)                                 | 2                |
| Spain (AFYVE)                                    | 14               |
| Sverige (Sverigetopplistan)                      | 2                |
| Schweiz (Schweizer Hitparade)                    | 1                |
| Storbritannien Singles (Official Charts Company) | 11               |
| US Billboard Hot 100                             | 1                |
| US Dance Club Songs (Billboard)                  | 1                |
| US Hot Soul Singles (Billboard)                  | 3                |
| US Cash Box                                      | 1                |
| US Record World                                  | 1                |
| Vesttyskland (Official German Charts)            | 5                |

| Hitliste (genudgivelse 2012)         | Bedste placering |
| ------------------------------------ | ---------------- |
| Frankrig (SNEP)                      | 47               |
| Japan Hot 100 Singles                | 31               |
| Holland (Single Top 100)             | 93               |
| Schweiz (Schweizer Hitparade)        | 65               |
| UK Singles (Official Charts Company) | 111              |

| Hitliste (1979)                       | Placering |
| ------------------------------------- | --------- |
| Australia (Kent Music Report)         | 17        |
| Austria (Ö3 Austria Top 40)           | 13        |
| Belgium (Ultratop 50 Flanders)        | 55        |
| Canada Top Singles (RPM)              | 18        |
| France (IFOP)                         | 42        |
| Switzerland (Schweizer Hitparade)     | 14        |
| US Billboard Hot 100                  | 7         |
| US Cash Box                           | 14        |
| West Germany (Official German Charts) | 17        |

| Hitliste (1958–2018) | Placering |
| -------------------- | --------- |
| US Billboard Hot 100 | 87        |